# Heinrichstraße 15 (Aschersleben)
Die Heinrichstraße 15 war ein denkmalgeschütztes Wohnhaus in Aschersleben in Sachsen-Anhalt.

## Lage
Das Gebäude befand sich südöstlich der Aschersleber Innenstadt auf der Südostseite der Heinrichstraße, über die hier die Bundesstraße 180 geführt wird.

## Geschichte und Architektur

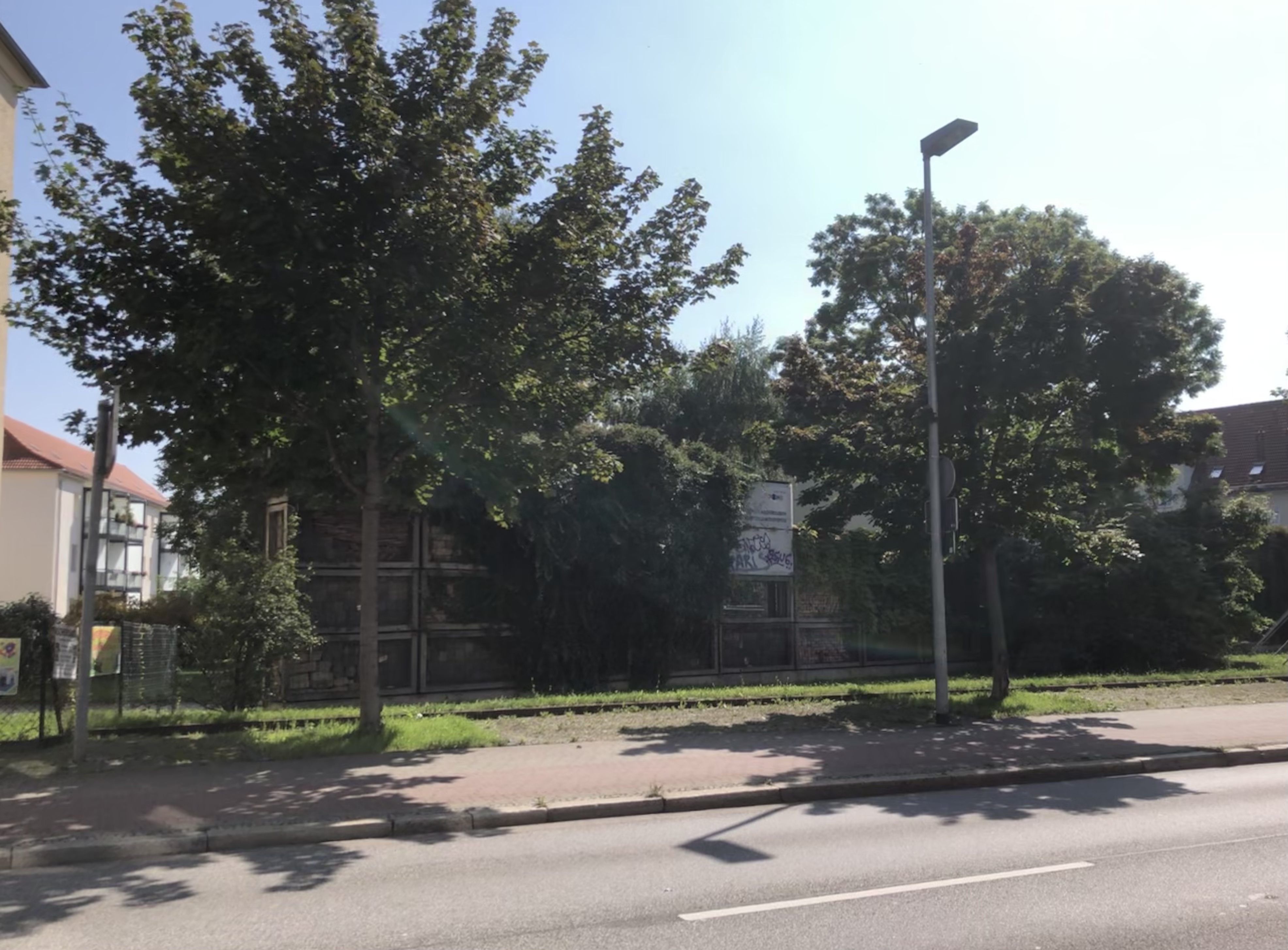
Unbebautes Grundstück Heinrichstraße 15 im Jahr 2021

Das zweigeschossige traufständige Gebäude entstand in der Zeit um 1890 als Backsteinbau. Die achtachsige Fassade war im Stil des Spätklassizismus gestaltet. Im Erdgeschoss waren die Fensteröffnungen und auch die Türöffnung jeweils mit einem Segmentbogen überfangen. Der Hauseingang befand sich in der vierten Achse von links. Bemerkenswert war die Anfang des 21. Jahrhunderts noch original erhaltene Hauseingangstür. Bedeckt war das Gebäude von einem Satteldach.
Im örtlichen Denkmalverzeichnis war das Wohnhaus unter der Erfassungsnummer 094 80916 als Baudenkmal verzeichnet.
Anfang des 21. Jahrhunderts, zumindest vor 2021, wurde das Haus abgerissen.